# 小島紋次郎
小島 紋次郎（こじま もんじろう、文政8年（1825年）? - 慶応2年10月2日（1866年11月8日）は、幕末の一揆指導者。

## 経歴・人物
武蔵国秩父郡上名栗村の貧農、大工。慶応2年（1866年）米価引き下げを求めた武州世直し一揆を指導。捕えられ獄死した。